# Allotraeus asiaticus
Allotraeus asiaticus là một loài bọ cánh cứng trong họ Cerambycidae.